# Pilea skutchii
Pilea skutchii es una especie de planta del género Pilea, perteneciente a la familia Urticaceae.

## Taxonomía
Pilea skutchii fue descrita por Ellsworth Paine Killip en 1952.

## Distribución
Se encuentra en el territorio de Guatemala y sureste de México.